# Sedum pososepalum
Sedum pososepalum är en fetbladsväxtart som beskrevs av Fröderstr.. Sedum pososepalum ingår i Fetknoppssläktet som ingår i familjen fetbladsväxter. Inga underarter finns listade i Catalogue of Life.